# Summit (Dakota Południowa)
Summit – miasto w Stanach Zjednoczonych, w stanie Dakota Południowa, w hrabstwie Roberts.